# Monteponite
La monteponite è un minerale.